# Santiago Mundi y Giró
Santiago Mundi y Giró (Figueras, 1842-Barcelona, 1915) fue un matemático, profesor, escritor y político español.

## Biografía
Nació el 29 de junio de 1842 en la localidad gerundense de Figueras. Catedrático de Matemáticas, fue miembro de la Academia de Ciencias Naturales y Artes de Barcelona. Fue autor de varios libros profesionales y colaborador en Barcelona de La Música Ilustrada (1898). Mundi, políticamente republicano y que desempeñó el cargo de teniente de alcalde en el Ayuntamiento de Barcelona, falleció el 12 de junio de 1915 en dicha ciudad.